# Cowperia sumatraensis
Cowperia sumatraensis är en stekelart som först beskrevs av Geoffrey John Kerrich 1963.
Cowperia sumatraensis ingår i släktet Cowperia och familjen sköldlussteklar. Inga underarter finns listade i Catalogue of Life.